# Parafia św. Stanisława BM w Szarowie
Parafia św. Stanisława BM w Szarowie – rzymskokatolicka parafia znajdująca się w archidiecezji krakowskiej w dekanacie niepołomickim w Polsce. Parafia obejmuje Szarów i Dąbrowę.
Proboszczem szarowskim od roku 2008 jest ks. Adam Kozłowski.

## Historia
19 marca 1984 z mocy decyzji arcybiskupa krakowskiego kard. Franciszka Macharskiego erygowana została parafia w Szarowie. Dotychczas wierni z Szarowa i Dąbrowy należeli do parafii Brzezie.
W 1987 powstał cmentarz parafialny.

## Proboszczowie
- ks. kanonik Roman Sasuła (1983 - 2008)
- ks. kanonik Adam Kozłowski (2008 - ...)